# Santed
Santed – gmina w Hiszpanii, w prowincji Saragossa, w Aragonii, o powierzchni 17,81 km². W 2011 roku gmina liczyła 65 mieszkańców.